# 1993年のNBAドラフト
1993年のNBAドラフトは、1993年度のNBAドラフト。1993年6月30日、アメリカ合衆国ミシガン州オーバンヒルズ（デトロイト・ピストンズの本拠地）で開催された。
この年のドラフトで全体1位指名権を得たのはプレーオフ出場を逃した11チームが参加したドラフト・ロッタリーで最も成績の良かったオーランド・マジックでわずか1.52%のチャンスをものにした。
全体1位でクリス・ウェバーがオーランド・マジックに指名されたがマジックは彼をゴールデンステート・ウォリアーズにトレードし代わりにウォリアーズが全体3位で指名したアンファニー・ハーダウェイ及び将来のドラフト1巡指名権3つを獲得した。

## ドラフト指名
| PG | ポイントガード | SG | シューティングガード | SF | スモールフォワード | PF | パワーフォワード | C | センター |

| * | バスケットボール殿堂入り      |
| ^ | 現役プレーヤー                |
| S | NBAオールスター               |
| A | オールNBAチーム               |
| R | NBAオールルーキーチーム       |
| D | NBAオールディフェンシブチーム |
| C | NBAチャンピオン               |
| F | ファイナルMVP                 |
| # | NBAでのプレー経験なし         |
| M | シーズンMVP                   |

### 1巡目
| 指名順 | 選手名                          | 経歴    | 国籍                  | 指名チーム                             | 出身校など             |
| ------ | ------------------------------- | ------- | --------------------- | -------------------------------------- | ---------------------- |
| 1      | クリス・ウェバー (PF)           | * S A R | アメリカ合衆国        | オーランド・マジック                   | ミシガン大学           |
| 2      | ショーン・ブラッドリー (C)      | R       | アメリカ合衆国 ドイツ | フィラデルフィア・セブンティシクサーズ | ブリガムヤング大学     |
| 3      | アンファニー・ハーダウェイ (PG) | S A R   | アメリカ合衆国        | ゴールデンステート・ウォリアーズ       | メンフィス大学         |
| 4      | ジャマール・マッシュバーン (SF) | S A R   | アメリカ合衆国        | ダラス・マーベリックス                 | ケンタッキー大学       |
| 5      | J・R・ライダー (SG)             |         | アメリカ合衆国        | ミネソタ・ティンバーウルブズ           | UNLV                   |
| 6      | カルバート・チェイニー (SG/SF)  |         | アメリカ合衆国        | ワシントン・ブレッツ                   | インディアナ大学       |
| 7      | ボビー・ハーレイ (PG)           |         | アメリカ合衆国        | サクラメント・キングス                 | デューク大学           |
| 8      | ビン・ベイカー (PF)             | S A R   | アメリカ合衆国        | ミルウォーキー・バックス               | ハートフォード大学     |
| 9      | ロドニー・ロジャース (PF)       |         | アメリカ合衆国        | デンバー・ナゲッツ                     | ウェイクフォレスト大学 |
| 10     | リンジー・ハンター (PG)         | R C     | アメリカ合衆国        | デトロイト・ピストンズ                 | ジャクソン州立大学     |
| 11     | アラン・ヒューストン (SG)       | S       | アメリカ合衆国        | デトロイト・ピストンズ                 | テネシー大学           |
| 12     | ジョージ・リンチ (SF)           |         | アメリカ合衆国        | ロサンゼルス・レイカーズ               | ノースカロライナ大学   |
| 13     | テリー・デヒアー (SG)           |         | アメリカ合衆国        | ロサンゼルス・クリッパーズ             | シートンホール大学     |
| 14     | スコット・ハスキン (PF)         |         | アメリカ合衆国        | インディアナ・ペイサーズ               | オレゴン州立大学       |
| 15     | ダグ・エドワーズ (SF)           |         | アメリカ合衆国        | アトランタ・ホークス                   | フロリダ州立大学       |
| 16     | レックス・ウォルターズ (SG)     |         | アメリカ合衆国        | ニュージャージー・ネッツ               | カンザス大学           |
| 17     | グレッグ・グラハム (SG)         |         | アメリカ合衆国        | シャーロット・ホーネッツ               | インディアナ大学       |
| 18     | ルーサー・ライト (C)            |         | アメリカ合衆国        | ユタ・ジャズ                           | シートンホール大学     |
| 19     | エイシー・アール (C)            |         | アメリカ合衆国        | ボストン・セルティックス               | アイオワ大学           |
| 20     | スコット・バレル (SF)           |         | アメリカ合衆国        | シャーロット・ホーネッツ               | コネチカット大学       |
| 21     | ジェームス・ロビンソン (SG)     |         | アメリカ合衆国        | ポートランド・トレイルブレイザーズ     | アラバマ大学           |
| 22     | クリス・ミルズ (SF)             |         | アメリカ合衆国        | クリーブランド・キャバリアーズ         | アリゾナ大学           |
| 23     | アーヴィン・ジョンソン (C)      |         | アメリカ合衆国        | シアトル・スーパーソニックス           | ニューオーリンズ大学   |
| 24     | サム・キャセール (PG)           | S A C   | アメリカ合衆国        | ヒューストン・ロケッツ                 | フロリダ州立大学       |
| 25     | コリー・ブラウト (PF)           |         | アメリカ合衆国        | シカゴ・ブルズ                         | シンシナティ大学       |
| 26     | ヘールト・ハミンク (C)          |         | オランダ              | オーランド・マジック                   | ルイジアナ州立大学     |
| 27     | マルコム・マッキー (PF)         |         | アメリカ合衆国        | フェニックス・サンズ                   | ジョージア工科大学     |

### 2巡目
| 指名順 | 選手名                        | 経歴 | 国籍           | 指名チーム                             | 出身校など                    |
| ------ | ----------------------------- | ---- | -------------- | -------------------------------------- | ----------------------------- |
| 28     | ルーシャス・ハリス (PG)       |      | アメリカ合衆国 | ダラス・マーベリックス                 | ロングビーチ州立大学          |
| 29     | シェロン・ミルズ (F/C)        |      | アメリカ合衆国 | ミネソタ・ティンバーウルブズ           | バージニアコモンウェルズ大学  |
| 30     | ゲオルゲ・ムレシャン (C)      |      | ルーマニア     | ワシントン・ブレッツ                   | EBポー・オルテッズ (フランス) |
| 31     | エバーズ・バーンズ (F)        |      | アメリカ合衆国 | サクラメント・キングス                 | メリーランド大学              |
| 32     | アルフォンソ・フォード (SG)   |      | アメリカ合衆国 | フィラデルフィア・セブンティシクサーズ | ミシシッピバレー州立大学      |
| 33     | エリック・ライリー (C)        |      | アメリカ合衆国 | ダラス・マーベリックス                 | ミシガン大学                  |
| 34     | ダーネル・ミー (SG)           |      | アメリカ合衆国 | ゴールデンステート・ウォリアーズ       | ウェスタンケンタッキー大学    |
| 35     | エド・ストークス (C)          |      | アメリカ合衆国 | マイアミ・ヒート                       | アリゾナ大学                  |
| 36     | ジョン・ベスト (F/C)          |      | アメリカ合衆国 | ニュージャージー・ネッツ               | テネシー工科大学              |
| 37     | ニック・ヴァン・エクセル (PG) | S R  | アメリカ合衆国 | ロサンゼルス・レイカーズ               | シンシナティ大学              |
| 38     | コンラッド・マクレー (PF)     |      | アメリカ合衆国 | ワシントン・ブレッツ                   | シラキュース大学              |
| 39     | トーマス・ヒル (SG/SF)        |      | アメリカ合衆国 | インディアナ・ペイサーズ               | デューク大学                  |
| 40     | リッチ・マニング (C)          |      | アメリカ合衆国 | アトランタ・ホークス                   | ワシントン大学                |
| 41     | アンソニー・レッド (F)        |      | アメリカ合衆国 | シカゴ・ブルズ                         | チュレイン大学                |
| 42     | アドニス・ジョーダン (PG)     |      | アメリカ合衆国 | シアトル・スーパーソニックス           | カンザス大学                  |
| 43     | ジョシュ・グラント (PF)       |      | アメリカ合衆国 | デンバー・ナゲッツ                     | ユタ大学                      |
| 44     | アレックス・ホルコム (C)      |      | アメリカ合衆国 | サクラメント・キングス                 | ベイラー大学                  |
| 45     | ブライオン・ラッセル (SF)     |      | アメリカ合衆国 | ユタ・ジャズ                           | ロングビーチ州立大学          |
| 46     | リチャード・ペトルスカ (C)    |      | アメリカ合衆国 | ヒューストン・ロケッツ                 | UCLA                          |
| 47     | クリス・ホイットニー (PG)     |      | アメリカ合衆国 | サンアントニオ・スパーズ               | クレムソン大学                |
| 48     | ケビン・トンプソン (C)        |      | アメリカ合衆国 | ポートランド・トレイルブレイザーズ     | ノースカロライナ州立大学      |
| 49     | マーク・ビュフォード (C)      |      | アメリカ合衆国 | フェニックス・サンズ                   | ミシシッピバレー州立大学      |
| 50     | マルセロ・ニコラ (PF)         |      | アルゼンチン   | ヒューストン・ロケッツ                 | サスキ・バスコニア (スペイン) |
| 51     | スペンサー・ダンクリー (C)    |      | イングランド   | インディアナ・ペイサーズ               | デラウェア大学                |
| 52     | マイク・ペプロフスキー (C)    |      | アメリカ合衆国 | サクラメント・キングス                 | ミシガン州立大学              |
| 53     | レオナルド・ホワイト (F)      |      | アメリカ合衆国 | ロサンゼルス・クリッパーズ             | サザン大学                    |
| 54     | バイロン・ウィルソン (SG/SF)  |      | アメリカ合衆国 | フェニックス・サンズ                   | ユタ大学                      |

## ドラフト外入団の主な選手
- ブルース・ボーウェン (SG), カリフォルニア州立Fullerton
- ボー・アウトロー (PF), ヒューストン
- アーロン・ウィリアムス (PF), ゼイビア